# Fundação Pedro Calmon
A Fundação Pedro Calmon (FPC), vinculada à Secretaria da Cultura do Estado da Bahia, é a entidade responsável pelo sistema de Arquivos e Bibliotecas Públicas do estado brasileiro da Bahia, formulando e implantando suas políticas públicas neste setor, sendo ainda o responsável pela conservação da "festa da Independência da Bahia", trabalhando com a memória, livro e leitura. É a entidade gestora do Arquivo Público do Estado da Bahia. Seu nome homenageia o historiador baiano Pedro Calmon.
Sob a sua responsabilidade estão: "Diretoria do Livro e Leitura (DLL), Arquivo Público do Estado da Bahia (APB), Centro de Memória da Bahia (CMB), Memorial dos Governadores e Sistema Estadual de Bibliotecas Públicas (SEPB - responsável pela gestão das nove bibliotecas estaduais e uma virtual)".

## Histórico
A FPC foi criada através da lei estadual nº 4.662, de 29 de abril de 1986. O Arquivo Público, criado em 1890, passou para a esfera da FPC em 2002, com a lei estadual nº 8.538 de 20 de dezembro daquele ano, passando esta a se chamar Fundação Pedro Calmon - Centro de Memória e Arquivo Público da Bahia.
Na gestão do professor Ubiratan Castro de Araújo foi iniciado o projeto "Independência do Brasil na Bahia", destinado à preservação dos festejos do dia 2 de julho no estado.